# Biljana Zsivkova Dudova
Biljana Zsivkova Dudova (Szamokov, 1997. augusztus 1. –) bolgár női szabadfogású birkózó. A 2018-as birkózó-világbajnokságon ezüstérmet szerzett 57 kg-os súlycsoportban, szabadfogásban. Kétszeres Európa-bajnoki aranyérmes sportoló.

## Sportpályafutása
A 2018-as birkózó-világbajnokságon az 57 kg-osok súlycsoportjában megrendezett döntő mérkőzés során a kínai Zsung Ning-ning volt ellenfele, aki 3–3-ra győzött technikai pontozással.
2019 májusában öngyilkosságot kísérelt meg, sikertelenül.